# Leslee Schenk
 (juillet 2019).
Si vous disposez d'ouvrages ou d'articles de référence ou si vous connaissez des sites web de qualité traitant du thème abordé ici, merci de compléter l'article en donnant les références utiles à sa vérifiabilité et en les liant à la section « Notes et références ».
Pour les articles homonymes, voir Schenk.
Leslee Schenk Trzcinski, née le 25 novembre 1961, est une coureuse cycliste américaine.

## Biographie
Elle habite à Canandaigua situé dans l'État de New York, où elle enseigne le Yoga.

## Palmarès sur route
- 1987
  - 1re étape du Bisbee Tour
  - 4e étape de Coors Classic
  - 2e du championnat du monde par équipes
- 1988
  - 7e étape de Women's Challenge
  - 3e étape de Coors Classic
  - 3e du championnat du monde par équipes